# Jurenák András
Sultzi Jurenák András (németül: Andreas von Jurenak, szlovákul: Andrej Jurenak) (Modor, 1806. május 29. - Bazin, 1889) a francia Jurenák de Sultz nemesi család sarja, sultzi Jurenák János fia. Modori tanár, később magyar királyi kincstári gondnok, úrvölgyi bányanagy.

## Élete
Jurenák András Modoron született, Jurenák János későbbi parlamenti képviselő és felesége Schnell Mária Zsuzsanna evangélikus frigyéből. András már fiatal korában tanári pályára lépett. 1833-ban, 27 évesen már a modori gimnázium igazgatója volt, de számára zavaró volt, hogy édesapja árnyékából nem tudott kilépni. Az 1830-as évek végén nagy lépésre szánta el magát, ami megváltoztatta az életét. Mérnök gyakornoknak jelentkezett az úrvölgyi bányába, ahova fel is vették. 1841-ben megtette az első lépést a ranglétrán, amikor Sichtmeisterré (rétegmesterré, üzemveztővé) léptették elő. 4 évvel később 1845-ben Bergschaffer, 13 évvel  később pedig a stájerlakaninai bánya főtisztje, bányanagyja lett.
A bécsi újság röviden így említette meg az előléptetést:

„Das Finanzministerium hat den Kremnitzer Berg-
schaffer, Andreas Jurenak, zum Steierdorfer Berg-
 verwaltungs-Adjunkten ernannt.”

Magyarul: A pénzügyminisztérium stájerlakaninai bánynaggyá léptette elő a körmöcbányai bergschaffert, Jurenák Andrást.

## Adakozásai
Jurenák pozíciójánál fogva nagy vagyonra tett szert és sok helyen megfordult. Vagyonából adakozott és pénzén kívül sok más mindent is felajánlott a közjó számára.
1850-ben a Selmeci Akadémia több csontmaradványt kapott. A legérdekesebb, egy Aceratherium incisivum őrlőfoga volt, akit Jurenák talált Körmöcbányától keletre.
1869-ben német nyelvű  könyveket adományozott a pozsonyi evangélikus főiskolának. Többek között a következőket:
- Geschichte und Beurtheilung aller zoologischen Systeme von Aristoteles bis auf die gegenwärtige Zeit
- 74 Abbildungen  naturhistorischer  Gegenstände
- Vier  Dekaden Blumenbach’scher Schädelbildungen.
- Darstellung des Weltsystems durch Peter Simon La-Place.

### A Jurenák-féle matematikai pályadíj
Jurenák András 1889-ben hunyt el, de végrendeletében is sokakról megemlékezett. Halála után, akarata szerint, örökösei alapítványba fektettek 3000 Forintot, aminek kamatait a pozsonyi gimnázium három, matematikában legeredményesebb, VII. osztályos tanulója között osztottak szét. A Jurenák-féle matematikai pályadíj 1891-től 1917-ig létezett Pozsonyban.

### Jurenák végrendelete
Végrendeletében Jurenák 300 Forintot hagyott szülővárosa Modor evangélikus német egyházközösségére. A pozsonyi evangélikus egyház élelmezési tőkéjét 3000 Forinttal az egyház által fenntartott iskolát 2000 Forinttal támogatta. A selmeci gimnázium 1500 Forintot kapott